# Obóz pracy w Bojanowie
Sądowy zakład pracy przymusowej w Bojanowie (niem. Arbeitshaus, Gauarbeitsanstalt) – niemiecki obóz pracy przymusowej, utworzony w 1939 roku w Bojanowie. Przeznaczony dla mężczyzn i kobiet narodowości polskiej, niemieckiej, żydowskiej i cygańskiej, odbywającej wyroki sądowe połączone z wykonywaniem pracy. Więźniowie pracowali w warsztatach rzemieślniczych, w więzieniu i poza jego murami. Przeciętnie przebywało w nim 400 osób, zmarło ok. 25 osób.